# Sony Xperia E
A Sony Xperia E (C1504, C1505) egy alsókategóriás androidos okostelefon, amelyet a gyártó Sony 2013 márciusában dobott piacra. Kapható egykártyás és két SIM-kártyás verzióban is.

## Hardver
Az Xperia E alapja egy 1 GHz-es órajelű egymagos Qualcomm Snapdragon S1 (MSM7227A) processzor. Beépített memóriája 4GB, de ez microSD-kártya használatával további 32GB-ig bővíthető. A készülék 512MB RAM-mal és Adreno 200-as grafikus processzorral rendelkezik. 3.5 hüvelyk képátlójú kapacitív TFT-kijelzője karcolásálló borítást kapott, maga a kijelző pedig egyszerre 2 ujjat képes érzékelni. Felbontása 320x480 pixel, mindez 262 ezer szín megjelenítése mellett, betekintési szöge azonban nem a legjobb. 3,2 megapixeles fixfókuszos, vaku nélküli kamerája képes videók rögzítésére is. A Bluetooth 2.1, az A-GPS, és az IEEE 802.11b/g/n Wi-Fi szintén tartozék. A telefon háza műanyag, fekete és fehér színekben forgalmazzák, két SIM-kártyával működő változata létezik aranyszínben is. Ki/be kapcsológombja a jobb oldalán helyezkedik el s alumíniumból készült, felső részén a hangszóró mellett egy állapotjelző LED van, illetve egy esztétikai célokat szolgáló LED-et rejtettek el az alsó részén is.

## Szoftver
Beépített Sony-médiaalkalmazásai közt ott van a Walkman, a TrackID, a Music Unlimited, a Video Unlimited, és az Intelligens csatlakozás. A legfontosabb Google-alkalmazások (Google Chrome, Google Play, Google Asszisztens, Google Térképek, Hangouts) szintén gyárilag mellékelve vannak, érdekes módon internetböngészőből mellékelték a korábbi verziókban használt programot is. Szoftvere az Android 4.1.1-es verziója, Timescape-támogatással (ez a Sony saját fejlesztésű áttekintő módja egyes alkalmazásokhoz), de a Firefox OS is feltelepíthető rá, a készülék ugyanis részt vesz a Sony fejlesztői kísérleti támogatásában.